# Srđan Dizdarević
Srđan Dizdarević (anche Srdjan) (Sarajevo, 29 settembre 1952 – Sarajevo, 16 febbraio 2016) è stato un giornalista, diplomatico e attivista bosniaco.

## Biografia

### Famiglia e formazione
Dizdarević proviene da una famiglia antifascista di spicco di ascendenza bosgnacca, i cui membri sono stati politici e diplomatici jugoslavi. Suo fratello Nijaz Dizdarević è stato ambasciatore a Baghdad, Algeri e Parigi; suo zio Faik Dizdarević è stato a lungo ambasciatore a Teheran, Algeri e Madrid; e il suo altro zio Raif Dizdarević è stato ministro degli esteri e presidente di turno della Presidenza della Bosnia ed Erzegovina (1978-82) e della Jugoslavia (1988-89). Srdjan Dizdarevic ha sposato Dubravka il 12 agosto 1972.
Srđan Dizdarević si è laureato nel 1976 presso la Facoltà di Filosofia dell'Università di Sarajevo. ha quindi studiato scienze politiche a Parigi. Durante gli anni universitari è stato responsabile per le relazioni internazionali della Associazione dei Giovani Socialisti.

### Carriera giornalistica
Per un decennio ha lavorato come giornalista professionista. Nel 1978 ha lavorato come direttore della "stampa giovanile" del quotidiano Oslobodjenje; dal 1981 è stato vicedirettore di Oslobodjenje.

### Carriera diplomatica
Dopo la morte di Tito, poiché il suo nome di famiglia stava diventando un peso, cerca un periodo all'estero. Perfetto francofono, dal 1987 al 1991 Dizdarević lavora nel servizio diplomatico jugoslavo come Primo Segretario dell'Ambasciata della Jugoslavia a Parigi, fino a quando - disse - "divenne impossibile lavorare per un'ambasciata della Grande Serbia".

### A Sarajevo durante l'assedio
Dizdarević tornò a Sarajevo il 2 aprile 1992, quattro giorni prima dell'inizio della guerra in Bosnia, e trascorse in città i tre anni dell'assedio di Sarajevo, rifiutando ogni offerta di lasciarla. Dichiarò più tardi a Libération: "c'erano momenti in cui pensavo che Sarajevo avesse solo una possibilità su centinaia di sopravvivere. Ma quella singola possibilità bastava".

### Attivista per i diritti umani
Alla fine della guerra, nel 1995, Dizdarević si è impegnato in varie iniziative della società civile. È ricordato come "un difensore di spicco dei diritti umani e delle libertà in Bosnia-Erzegovina, un forte critico del crimine e della corruzione e un determinato sostenitore della pace e della convivenza".

È stato eletto nel 1995 primo presidente del Comitato Helsinki per i diritti umani in Bosnia-Erzegovina, incarico che ha mantenuto fino al 2014; è stato anche membro dell'associazione degli intellettuali indipendenti Circle 99; L'anno successivo è stato eletto membro del Comitato Esecutivo della Federazione Internazionale di Helsinki e membro della Presidenza del Parlamento Civico Alternativo. Nel 1997 è stato nominato membro e Ministro degli affari esteri del Consiglio Alternativo dei Ministri.
Nel 1998 Dizdarević è nominato membro della Commissione elettorale provvisoria, e membro della Commissione Indipendente sui Media. Lo stesso anno, una decisione dell'Alto rappresentante per la Bosnia-Erzegovina lo nomina nel gruppo di lavoro sulla legge elettorale permanente.
Nel 2005 scrisse:
I partiti nazionalisti stanno bloccando ogni evoluzione del paese, per paura di perdere il potere. Le autorità religiose li sostengono, e coloro che si oppongono al nazionalismo, la società civile emergente, ancora non hanno abbastanza peso per farsi sentire. (...) Non c'è democrazia in Bosnia ed Erzegovina, nemmeno a livello costituzionale, poiché gli abitanti del paese non sono considerati come cittadini, ma come membri di comunità etniche predeterminate.
Seguendo il proprio impegno per una Bosnia ed Erzegovina civica e non nazionalista, nel 2008 Dizdarević si unisce al gruppo, guidato dal regista Danis Tanović, che fonda il partito Naša Stranka. Il partito rimane tuttavia marginale alle successive elezioni.
Muore a Sarajevo nel febbraio 2016 all'età di 63 anni.